# Kaveret
A Kaveret (héberül כוורת, jelentése „méhkaptár”) Izrael egyik legismertebb rockegyüttese. Hazájukon kívül Poogy néven futottak. Összesen három lemezük jelent meg. Natati la chajai (נתתי לה חיי, magyarul: Neki adtam az életem) című számukkal 1974-ben részt vettek az Eurovíziós Dalfesztiválon, amelyen hetedik helyezést értek el. A zenekar 1976-ban feloszlott, majd két tagja, Danny Sanderson és Gidi Gov megalapították a Gazozt. Az együttes tagjai néha összeállnak egy turnéra. A 2000-es koncert során a bevételt jótékonysági célokra fordították.

## Tagok
- Danny Sanderson – ének, akusztikus gitár, elektromos gitár
- Gidi Gov – ének, ütősök, ritmusgitár
- Yitzhak "Cherchil" Clapter – vokál, elektromos gitár, ritmusgitár
- Alon Olearczyk – vokál, basszusgitár
- Efraim Shamir – vokál, ritmusgitár, elektromos gitár
- Meir "Poogy" Fenigstein – vokál, dob, ütősök
- Yoni Rechther – vokál, billentyűsök

## Albumaik
- Poogy Tales (héberül: סיפורי פוגי, Szipuri Pugi) – 1973
- Poogy in A Pita (héberül: פוגי בפיתה, Pugi bepita) – 1974
- Crowded in the Ear (héberül: צפוף באוזן, Cafuf baozen) – 1975

## Külső hivatkozás
- A zenekar egyik száma magyar felirattal a YouTube-on